# Aeroportul Warren County Memorial
Aeroportul Warren County Memorial (IATA: RNC, ICAO: KRNC, FAA LID: RNC) este un aeroport din Tennessee, Statele Unite ale Americii ce deservește zona Comitatul Warren, Tennessee. Aeroportul a fost tranzitat în 2019 de 20 de pasageri. A fost numit după zona deservită.
Situat la o altitudine de 315 m, aeroportul dispune de 1 pistă.

## Infrastructură

### Piste
Aeroportul dispune de o singură pistă. Pista 05/23 are suprafața de asfalt și dimensiunile 5.000 picioare × 100 picioare. 